# Unterbringung
Unterbringung ist eine freiheitsentziehende Maßnahme und bezeichnet die ohne oder gegen den Willen des Betroffenen gerichtlich angeordnete Einweisung in eine geschlossene Abteilung einer psychiatrischen Klinik oder Entzugsklinik.

## Rechtliche Regelung
Die Unterbringung ist in den einzelnen Staaten unterschiedlich geregelt.
- Unterbringung (Deutschland)
- Unterbringungsgesetz (Österreich)
- fürsorgerische Unterbringung (Schweiz)

## Hintergrund
Meist wird bei schizophrenen Erkrankungen, manchmal auch bei manisch-depressiven Erkrankungen oder bei krisenbedingten ernstlichen Suizidabsichten untergebracht.
Liegt eine erhebliche Selbst- oder Fremdgefährdung vor, wird diese mit der Unterbringung häufig gebannt.

## Selbst- oder Fremdgefährdung
Selbst- oder Fremdgefährdung sind wichtige Begriffe in Zusammenhang mit einer Unterbringung. Steht der Eintritt eines Schadens für den Betroffenen oder für Dritte dabei unmittelbar bevor, kann per Eilantrag eine betreuungsrechtliche Unterbringung oder eine sofortige „vorläufige“ Unterbringung gemäß PsychKG bzw. Landesunterbringungsgesetz beantragt werden, sofern die Gefahr anderweitig nicht abwendbar ist.

### Selbstgefährdung
Die Abwehr eines krankheitsbedingten Suizidversuchs spielt im Rettungsdienst und der Notfallpsychiatrie eine große Rolle. Aber auch bei der Betreuung chronisch Kranker oder verwirrter Personen kann es zu Selbstgefährdungen kommen. Eine Zuschreibung, welche psychischen Störungen oder Erkrankungen mit einer akuten Selbstgefährdung verbunden sind, kann allgemein gültig nicht getroffen werden. Es gibt zwar statistische Unterschiede, aber es kommt auf den Schweregrad der Störung und auf das Ausmaß bereits eingetretener gefährdender Verhaltensweisen oder Äußerungen im Einzelfall an. Wichtig ist auch, ob noch ein Kontakt zwischen Arzt und Patient herstellbar ist, ob der Patient zu verlässlichen Absprachen imstande ist und ob er sich auch freiwillig behandeln lassen will. Psychiatrisch qualifizierte Notdienste wie in Hamburg wurden eingerichtet, damit diese Fragen von einer Fachperson geprüft werden.
- Bei öffentlich-rechtlich begründeten Zwangsunterbringungen geht es häufig um krankheitsbedingte Suizidalität. Diese ist statistisch häufiger bei akuter organischer oder bei funktionellen Psychosen wie z. B. schizophrene Störungen zu erwarten. Auch schwere Depressionen gehen mit Suizidgefährdung einher, führen aber statistisch seltener zu Zwangseinweisungen. Psychosomatische Störungen und Anorexia nervosa fallen in der Regel nicht unter die genannten Voraussetzungen, weil keine Unterbringung in psychiatrischen Kliniken erfolgt, sondern in psychosomatischen und Psychotherapie-Kliniken.

- Bei betreuungsrechtlich begründeten Zwangseinweisungen geht es nicht nur um unmittelbare suizidale Gefährdungen, sondern auch andere schwere störungsbedingte Formen der Selbstgefährdung, z. B. Nichtbehandlung schwerster körperlicher Leiden, schwerste Verwahrlosung, rechtlich auch um die Gefahr einer schweren Verfestigung chronischer psychischer Störungen oder um Hilflosigkeit mit Gefahr des Verhungerns oder Erfrierens oder Herumirrens. Derartige Voraussetzungen bestehen statistisch häufiger bei Demenzen, chronischen Psychosen wie Schizophrenie, schweren Suchtleiden. Für die Entscheidung einer betreuungsrechtlich begründeten Zwangseinweisung spielt auch die Reaktion des Umfeldes, z. B. der Angehörigen eine Rolle.

Eine Studie, in der rund 350.000 Fälle während 15 Jahren untersucht wurden, kam zum Ergebnis, dass in ausschließlich offen geführten psychiatrischen Kliniken die Raten der Suizide und der Suizid- oder Fluchtversuche nicht höher sind als in Kliniken mit geschlossenen Abteilungen. Die Autoren halten auf dieser Basis eine Atmosphäre von Kontrolle, eingeschränkten persönlichen Freiheiten und Zwangsmaßnahmen eher für einen Risikofaktor für eine erfolgreiche Therapie.

### Fremdgefährdung
Verschiedene psychische Erkrankungen erhöhen prinzipiell das Risiko für aggressives Handeln. Statistische Häufungen gibt es z. B. bei Verwirrtheit durch akute organische Psychosen, schizophrenen Störungen, stoffgebundenen, z. B. alkoholabhängigen oder durch Drogen hervorgerufenen Störungen, aber auch Persönlichkeitsstörungen. Am häufigsten treten aggressive Zustände bei akut psychotischen Patienten oder unter Drogeneinfluss auf. Alleine ein prinzipiell erhöhtes Risiko zu aggressiven Verhalten aufgrund einer psychischen Erkrankung rechtfertigt jedoch eine Zwangsunterbringung nicht, denn das PsychKG und die Landesunterbringungsgesetze zielen nur auf unmittelbar zu erwartende Situationen. Ein Angriff auf eine Person oder Zerstörung mit großem Schaden bzw. die Störung der öffentlichen Sicherheit und Ordnung muss innerhalb kürzester Zeit (wenige Stunden bis Tage) bevorstehen und mit hoher Wahrscheinlichkeit eintreten. Ebenso ist zu bedenken, dass aggressives Verhalten auch Ausdruck von gewalttätigem Handeln ohne psychische Erkrankung sein kann und eine öffentlich-rechtliche Unterbringung mangels psychischer Erkrankung somit nicht möglich ist. Stattdessen fällt der Betroffene dann in den Bereich von Polizei und Justiz.
Im Sinne des Gesetzes wird von Fremdgefährdung gesprochen, wenn
- Personen aufgrund wahnhafter Verkennung angegriffen werden,
- der Betroffene unkontrolliert am Straßenverkehr teilnimmt,
- der Betroffene Zerstörungen mit großem Schaden vornimmt,
- die öffentliche Sicherheit und Ordnung gestört wird oder
- massiv andere öffentliche Rechtsgüter gefährdet werden.

## Abgrenzung
Von der Unterbringung zu unterscheiden ist die freiwillige Einweisung in eine psychiatrische Klinik. Bei einer freiwilligen Einweisung kann der Patient die Behandlung grundsätzlich jederzeit abbrechen (Recht auf Nichtbehandlung).